# Leonid Bunimovich
Leonid Bunimovich (né en 1947 à Moscou) est un mathématicien et professeur soviético-américain. Professeur au Georgia Institute of Technology, il est spécialisé dans les systèmes dynamiques. Il est surtout connu pour avoir découvert l'hyperbolicité au sein de ces derniers, le « mécanisme de défocalisation » (mechanism of defocusing). 
Bunimovich effectue des recherches également dans les domaines de la physique mathématique, la théorie des probabilités et en biomathématique.

## Biographie
Bunimovich obtient un baccalauréat universitaire en 1967 et un PhD en 1973 de l'université d'État de Moscou. Son directeur de thèse est Iakov Sinaï. 

## Recherche
Les recherches de Bunimovich l'ont amené à découvrir l'hyperbolicité au sein des systèmes dynamiques. Il a ainsi, notamment, formalisé deux types de billards : le stade de Bunimovich (Bunimovich stadium) et les fleurs de Bunimovich (Bunimovich flowers). Plus récemment, il a également développé les « champignons de Bunimovich » (Bunimovich mushrooms).